# Andrei Jewgenjewitsch Leonow

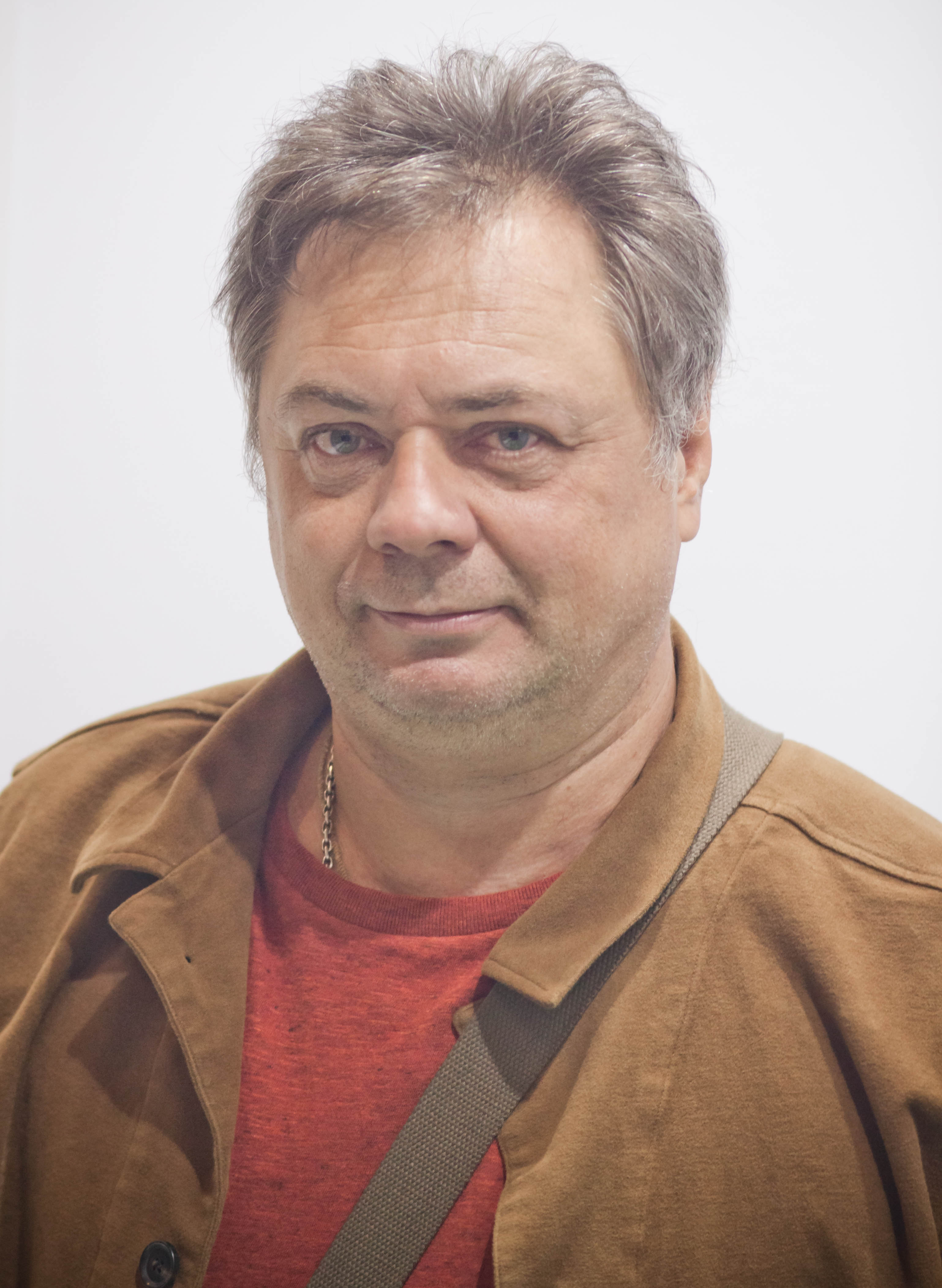
Andrei Leonow (2018)

Andrei Jewgenjewitsch Leonow (russisch Андрей Евгеньевич Леонов; wiss. Transliteration Andrej Evgen‘evič Leonov; * 15. Juni 1959 in Moskau) ist ein russischer Theater- und Filmschauspieler.

## Leben und Schaffen
Andrei Leonow wurde in das Theatermilieu hineingeboren: Sein Vater war der überaus prominente Schauspieler Jewgeni Leonow, seine Mutter war am Theater des Leninschen Komsomol (Lenkom) angestellt. 1972, gerade 13 Jahre alt, stand er erstmals vor der Kamera: unter der Regie von Igor Maslennikow an der Seite seines Vaters in dem Spielfilm „Rennfahrer“ (Gonschtschiki).
Von 1976 bis 1980 absolvierte er die Schauspielausbildung an der Schtschukin-Theaterhochschule in Moskau und wurde noch vor der Abschlussprüfung in das Ensemble des Lenkom-Theaters aufgenommen. 1978 spielte er in dem Film „Ein gewöhnliches Wunder“ (Obyknowennoje tschudo) unter der Regie von Mark Sacharow.
Von 1981 bis 1983 leistete er seinen zweijährigen Wehrdienst in einer Panzereinheit der  sowjetischen Streitkräften ab.
Er wirkte in zahlreichen Aufführungen des Lenkom-Theaters mit. So übernahm er die Rolle des Cherubino in „Figaros Hochzeit“ von Pierre Augustin de Beaumarchais sowie die Titelpartie in „Onkel Wanja“ von Anton Tschechow.
Einem großen, auch internationalem Publikum wurde er durch die 2007 bis 2013 ausgestrahlte Fernsehserie „Papas Töchter“ (Papiny dotschki) bekannt, in der er die Hauptrolle übernahm: Er spielte einen Psychotherapeuten, der seine fünf Töchter allein erzieht. 2015 stellte er in einer dem Leben der Schauspielerin Margarita Nasarowa gewidmeten Fernsehserie seinen Vater Jewgeni dar.
Andrei Leonow war auch als Synchronsprecher gefragt. So wirkte er in dem russischen Zeichentrickfilm „Ku! Kin-dsa-dsa“ sowie in der russischen Version des französischen Zeichentrickfilms „Der Kleine Prinz“ mit.

## Auszeichnungen und Preise
- Verdienter Künstler der Russischen Föderation (1997)
- „Beliebtester Schauspieler“ beim „Telestar 2008“ (Teleswesda-2008) der ukrainischen TV-Zeitschrift „Telenedelja“